# Pallavolo Belluno
La Pallavolo Belluno è una società pallavolistica maschile italiana con sede a Belluno: milita nel campionato di Serie A3.

## Storia

La rosa del Belluno 1986-87

La società nasce a Belluno nel 1969 per iniziativa di Tommaso Pellegrini, già giocatore nella locale squadra dei vigili del Fuoco. In pochi anni raggiunge la Serie A e vincendo nel 1979 il campionato di Serie A2, approda per la prima volta nella massima serie per la stagione 1979-80: l'esperienza dura un anno.
La seconda esperienza in Serie A1, iniziata dopo la promozione ottenuta al termine del campionato 1982-83, vede la Pallavolo Belluno disputarne quattro campionati consecutivi. Nel 1986-87, ripescata all'inizio del campionato per la rinuncia della Falchi Ugento, retrocede in A2 e nella stagione successiva, malgrado la sponsorizzazione da parte del marchio Luxottica, va incontro alla seconda retrocessione consecutiva, in Serie B1. Nell'annata 1989-90, grazie ad un nuovo ripescaggio, milita ancora in serie cadetta per poi retrocedere nelle serie minori. Al termine della stagione 1991-92 ottiene sul campo una nuova promozione in Serie A2, ma vi rinuncia cedendo i diritti alla Virtus Fano.
Riparte nella stagione 1992-93 dalla Serie D e per un decennio disputa i campionati regionali per riaffaciarsi in Serie B2 nel campionato 2001-02. Dopo quattro annate tra B2 e B1, retrocede nuovamente in Serie C: al termine della stagione 2009-10, fallita la promozione sul campo, acquisisce il diritto per il campionato di Serie B2, ma la partecipazione al campionato nazionale dura solo una stagione.
Nella stagione 2015-16 la sponsorizzazione della società Da Rold Logistics dà un nuovo impulso al club e i risultati non tardano ad arrivare: al termine dell'annata ottiene la promozione in Serie C e due anni dopo quella in Serie B. Dopo l'interruzione del campionato 2019-20 a causa della pandemia di COVID-19, nella stagione successiva vince il proprio girone e giunge fino alla finale dei play-off promozione perdendola tuttavia ad opera del Bologna: l'anno successivo è comunque in Serie A3 grazie all'acquisizione dei diritti dalla Trentino.

## Rosa 2023-2024
| N° | Nome                   | Ruolo | Data di nascita   | Nazionalità sportiva |
| -- | ---------------------- | ----- | ----------------- | -------------------- |
| 1  | Alex Reyes             | S     | 10 giugno 2000    | Italia               |
| 2  | Leonardo Ferrato       | P     | 25 dicembre 2001  | Italia               |
| 3  | Alessandro Stufano     | C     | 20 dicembre 2002  | Italia               |
| 4  | Andrea Schiro          | S     | 10 settembre 2001 | Italia               |
| 5  | Elia Fraccaro          | L     | 19 maggio 2005    | Italia               |
| 6  | Bartosz Bućko          | S     | 6 gennaio 1995    | Polonia              |
| 8  | Stefano Antonio Guolla | O     | 2 marzo 2002      | Italia               |
| 9  | Fabio Bisi             | O     | 16 luglio 1994    | Italia               |
| 10 | Gonzalo Martinez       | S     | 19 settembre 2002 | Italia               |
| 11 | Simone Orto            | L     | 5 luglio 2004     | Italia               |
| 12 | Matteo Mozzato         | C     | 21 agosto 2002    | Italia               |
| 14 | Andrea De Col          | C     | 9 agosto 2003     | Italia               |
| 15 | Piergiorgio Antonaci   | C     | 3 aprile 1995     | Italia               |
| 18 | Ignacio Martinez       | P     | 6 agosto 1998     | Italia               |